# K Berchem Sport
A K Berchem Sport egy belga labdarúgócsapat Berchem városában. A klub hazai mérkőzéseinek helyét a 13 607 fő befogadására alkalmas Ludo Coeckstadion adja. A egyesület labdarúgó-szakosztályát 1908-ban alapították. A klub jelenleg a Division 2-ben szerepel.

## Sikerei, díjai
Jupiler League
- Ezüstérmes (3): 1948–49, 1949–50, 1950–51

Challenge League
- Győztes (6): 1933–34, 1942–43, 1961–62, 1971–72, 1977–78, 1985–86

Third Division
- Győztes (1): 2002–03

Fourth Division
- Győztes (2): 2001–02, 2011–12

Belga Kupa
- Elődöntős (2): 1953–54, 1970–71

## Játékoskeret
| #  |           | Poszt | Név                      |
| -- | --------- | ----- | ------------------------ |
| 1  | Belgium   | K     | Bruno Appels             |
| 2  | Belgium   | V     | Jeroen Van Den Driessche |
| 5  | Belgium   | V     | Mats Joris               |
| 6  | Belgium   | KP    | Tom Vermeire             |
| 7  | Hollandia | CS    | Jelle van Kruijssen      |
| 9  | Belgium   | CS    | Ilias El Yazidi          |
| 10 | Belgium   | KP    | Bart Cornelissen         |
| 13 | Belgium   | KP    | Jamie Meseure            |
| 14 | Belgium   | KP    | Nesta Vallez             |
| 15 | Belgium   | KP    | Thomas Verstraelen       |
| 16 | Belgium   | V     | Arno De Kuyffer          |
| 17 | Belgium   | KP    | Roni Juniku              |
| 18 | Belgium   | K     | Byron Van Buynder        |

| #  |         | Poszt | Név                                             |
| -- | ------- | ----- | ----------------------------------------------- |
| 19 | Belgium | V     | Ken Spies                                       |
| 20 | Belgium | V     | Lex Loridon                                     |
| 21 | Belgium | CS    | Bas Saillart                                    |
| 22 | Belgium | CS    | Leander Beirlant                                |
| 23 | Belgium | CS    | Roy Mauro                                       |
| 24 | Belgium | V     | Brent Peers                                     |
| 25 | Belgium | CS    | Achraf El Addouly                               |
| 26 | Belgium | K     | Jannis Milbou                                   |
| 27 | Belgium | V     | Light Nwokoro                                   |
| 28 | Belgium | CS    | Gregory Lambrechts                              |
| 29 | Belgium | KP    | Enes Temiz                                      |
| —  | Belgium | CS    | Rik De Kuyffer (kölcsönben a Lommel csapatától) |

## Fordítás
Ez a szócikk részben vagy egészben  a   K. Berchem Sport című angol Wikipédia-szócikk fordításán alapul.  Az eredeti cikk szerkesztőit annak laptörténete sorolja fel. Ez a jelzés csupán a megfogalmazás eredetét és a szerzői jogokat jelzi, nem szolgál a cikkben szereplő információk forrásmegjelöléseként.